# مايرون إدوارد أولمان
مايرون إدوارد أولمان (بالإنجليزية: Myron E. Ullman)‏ هو رئيس تنفيذي ورائد أعمال أمريكي، ولد في 1946.

## وصلات خارجية
- مايرون إدوارد أولمان على موقع إن إن دي بي (الإنجليزية)